# Кома (розділовий знак)
Ко́ма (грец. κόμμα — «частина речення») — розділовий знак, що має форму гачка (,); на письмі вживається в межах речення для відокремлення слів, словосполучень і частин складного речення.

## Історія
Приблизно 200 до н. е. бібліотекар Александрійської бібліотеки Аристофан Візантійський розробив систему нотації драматичних творів, яка складалася із крапок, розміщуваних знизу, посередині або зверху рядка, щоб показати, наскільки глибоко треба вдихнути акторові, щоб прочитати фрагмент тексту вголос. Слово кома в ті часи позначало відносно короткий фрагмент тексту і в Аристофановій нотації позначалася середньою крапкою (·, лат. media distinctio).
У давньоруських рукописах текст писали без поділу на слова аж до кінця XIV ст., нечисленні розділові знаки (крапка; три крапки трикутником; чотири крапки ромбиком) мали таке саме призначення, що і давня нотація Аристофана Візантійського.
У більшості європейських країн коса риска (/, лат. virgule suspensiva), запроваджена у XIII ст., виконувала функції коми. Наприкінці XV ст. італійський друкар Альдо Мануціо — змінив вигляд косої риски, викрививши її і перемістивши донизу рядка, надавши рисці, таким чином, вигляду сучасної коми. Сучасна система пунктуації європейських мов сформувалася в основному після появи книгодрукування (середина XV ст.)
Українська пунктуація під впливом західноєвропейської пунктуаційної системи в основному сформувалася до XVIII ст., хоча більшість розділових знаків, включаючи кому, уже зустрічалася в староукраїнській книжній мові:
появу коми засвідчують писемні пам'ятки староукраїнської літературної мови XIV—XV ст., в яких її функції майже не відрізнялися від крапки. Надалі ці функції поступово диференціювалися в граматиках Лаврентія Зизанія (1596), Мелетія Смотрицького (1619), а в українських художніх творах XVIII—XIX ст. вже досить увиразнилися, що відображено в граматиці О. Павловського (1818), у словниках П. Білецького-Носенка (1-а пол. XIX ст.), Є. Желехівського (1886), Б. Грінченка (1907—1909). Подальше вдосконалення української пунктуації було пов'язане з творчістю письменників XIX–XX ст. та діяльності мовознавців-нормалізаторів XX ст.

### Етимологія
Слово кома запозичене українською мовою за польським, чеським або німецьким посередництвом із латини (comma — «коротка фраза», «частина періоду», «цезура»), в яку потрапило із грецької (κόμμα — «частина речення», букв. «відрізана частина»), де як риторичний термін позначало частини речення, а згодом стало розділовим знаком, що відокремлює їх. Грецьке слово похідне від дав.-гр. κόπτο — «б'ю», «кую», «відрубую»; споріднене з прасл. *kopati — «копати», «рити».

### Синоніми
Для позначення коми в українській мові в різні часи також використовувалися терміни:

## В українській мові
В сучасній українській мові кома вживається на письмі для відокремлення однорідних членів речення, звертань, вставних слів, виділення порівнянь і зворотів, відокремлення частин складних речень.
Основні випадки вживання коми такі (докладно див. Український правопис. § 118. Кома. Архів оригіналу за 13 травня 2013. Процитовано 8 жовтня 2013.):

### Просте речення
У простому реченні кома ставиться:
- Між однорідними членами речення, не з'єднаними сполучниками, з'єднаними двома або більше однаковими сполучниками чи протиставними сполучниками, або при повторенні слова, наприклад: А тим часом місяць пливе оглядать
 І небо, і зорі, і землю, і море— Тарас Шевченко
- Для виділення звертань, прикладок, порівняльних зворотів, відокремлених означень, зворотів, що уточнюють чи обмежують зміст, вставних слів чи вставних речень:
Слався, мій народе, мій гордий, чесний, добрий, молодий— Микола Вінграновський
Нехай мене, Кармелюка, в світі споминають!— Марко Вовчок
Погане, я чував, життя собаче,
Недобре ж і Вовкам— Леонід Глібов
- Перед другим з парних сполучників не тільки… а й, як… так і тощо:
Як російська, так і європейська критика все частіше звертає своє око на наше письменство, ставить йому свої вимоги— Михайло Коцюбинський
- Для виділення відокремлених обставин:
А вечорами, по роботі, він не раз до пізньої ночі ходив у важкій задумі по болотистих улицях Борислава — Іван Франко
Маруся, вийшовши з кімнати, засоромилась— Квітка-Основ’яненко
Не повіривши, Чабанчук кинувся в канцелярію— Олесь Донченко
- Після стверджувальних слів (так, гаразд, (а)якже, авжеж тощо), заперечення ні, запитання що, а також підсилювального що ж, коли безпосередньо за цими словами йде речення, яке розкриває їх конкретний зміст:
Еге, я правду вам казав— Євген Гребінка
Що, титаря вбили?— Тарас Шевченко
- Для виділення допустових речень:
Коли під’їхали до собору одержувати комбікорм, то на дверях висів замок, хоч до кінця робочого дня було ще далеко— Олесь Гончар

### Складне речення
У складному реченні кома ставиться:
- Для відокремлення речень, що входять до безсполучникового складного речення:

Пісня [«Два кольори»] пішла в глибини, пісня пішла на вершини, ніхто нікому її не віддасть, навіть авторам— Іван Драч
- Для відокремлення речень, що входять до складносурядного речення:

Один кривавим потом умивається, та робить, та дбає, а другий, ледащо, лінується... або ще п’є... — Борис Грінченко
- Для відокремлення речень, що входять до складного речення з безсполучниковим і сурядним зв'язком:

Синіють води, зеленіє яр,
 І стеляться сліпучі краєвиди— Микола Зеров
- Для відокремлення речень, що об'єднуються в одне складне речення за допомогою повторюваних сполучників і…і, ні…ні тощо:

Ранок такий-то тихий та ясний придався: ні вітерець не війне, ні хмарка не збіжиться— Марко Вовчок
- Для відокремлення в складнопідрядному реченні підрядних речень, уведених сполучниками або сполучними словами:

Він жив на самому кінці села, там, де глибокий яр входив у ліс вузьким клином— Нечуй-Левицький

## В інших мовах
В європейських мовах основні випадки використання коми такі самі, як в українській. У російській, польській, чеській мовах більшість правил вживання коми збігаються з українськими.

### Англійська мова
Не існує офіційної організації, що регулює правопис англійської мови, такої як Орфографічна комісія в Україні, L'Académie française у Франції чи міждержавна Рада німецького правопису німецькомовних країн, отже правила правопису в англійській не є офіційними правилами в загальноприйнятому розумінні, лише рекомендаціям різноманітних авторитетних організацій щодо правопису.
Як в українській мові, в англійській заведено вживати кому між однорідними членами речення, для відокремлення звертання, підрядних речень і вставлених конструкцій.
- Перелічувальна кома

На відміну від української, в англійській кома може вживатися перед неповторюваним сурядним сполучником and (у значенні «і, та»), or («або, чи») та nor («ані, та не»), що ставиться перед останнім однорідним членом речення, таке вживання має назву serial comma ‘перелічувальна кома’. Наприклад:
We have subsidiaries in France, Russia, and China.
В українській така кома буде помилковою:
*Ми маємо дочірні компанії у Франції, Росії, та Китаї.
Перелічувальна кома здебільшого властива американській англійській, в британській вона вживається в наукових текстах, а також для уникнення неоднозначності, наприклад:
This book is dedicated to my parents, Ayn Rand, and God. (Переклад: Книгу присвячено моїм батькам, Айн Ренд та Богові.)
Кома усуває невірну інтерпретацію «мої батьки Айн Ренд і Бог». В українській ця неоднозначність залишається.
- Пряма мова

В англійській кома ставиться після слів автора перед прямою мовою (в українській в цьому випадку ставиться двокрапка):
Steve replied, ‘No problem.’
Стів відповів: «Не проблема».
- Пропущене дієслово

В англійській мові кома ставиться на місці пропущеного дієслова (в українській пунктуації вживається тире), наприклад:
Lincoln was a great statesman; Grant, a great soldier
Лінкольн був видатним політиком, Ґрант — видатним солдатом.
- Повторювані сполучники

На відміну від української, в англійській кома не вживається перед повторюваними and, or, nor:
Needing more than a job in a drugstore, Miranda planned to study anatomy and physics and botany.
Потребуючи більше, ніж робота в аптеці, Міранда збиралася вивчати анатомію і фізику, і ботаніку.

### Німецька мова
У німецькій мові більшість правил вживання коми подібні до українських, але є декілька розбіжностей:
- Як і в українській мові, кома відокремлює однорідні слова, словосполучення, частини речень та не вживається при сполучниках und ‘і (й), та’, oder ‘чи, або’ та інших. На відміну від української, кома не вживається навіть при повторюваних сурядних сполучниках, так само як і в англійській мові, наприклад:

Der Nachbar hatte versprochen den Briefkasten zu leeren und die Blumen zu gießen und hin und wieder zu lüften.
Сусід пообіцяв виймати пошту й підливати квіти, й подеколи провітрювати.
- Інфінітивна група в німецькій мові може відокремлюватися комами, навіть якщо складається із самого інфінітиву з часткою zu, наприклад:

Thomas dachte nicht daran(,) zu gehen. 
Томас і не думав іти.
- Імена можуть відокремлюватися комами, якщо їм передує титул чи назва професії (так само в чеській[24]):

Der Erfinder der Buchdruckerkunst(,) Johannes Gutenberg(,) wurde in Mainz geboren.
Винахідник друкарського мистецтва Йоганн Гутенберг народився в Майнці.

## Синтаксична неоднозначність
У різних мовах є усталені вирази, які демонструють необхідність правильного вживання коми на письмі для уникнення синтаксичної неоднозначності.
- Російська
  - «Казнить нельзя помиловать[ru]» («стратити не можна помилувати»). У цій фразі вибір місця розташування коми надає реченню протилежне значення «стратити» або «помилувати».

- Англійська[25]
  - Let´s eat grandma — «давай їсти, бабусю» з комою, або «Давайте з'їмо бабусю» без.
  - James while John had had had had had had had had had had had a better effect on the teacher. Ця фраза без розділових знаків взагалі не має сенсу, але з вірно проставленними комами й лапками речення набуває змісту: «Джеймс вибрав „had had“, тоді як Джон зупинився на „had“; „had had“ справило краще враження на вчителя» («had» — форма дієслова англ. have ‘мати’, яке також є допоміжним дієсловом при утворенні аналітичних дієслівних форм).[26]

- Німецька
  - «Wartet nicht hängen» (залежно від коми: «не ждіть, повісити» чи «зачекайте, не вішати») та аналогічне за змістом Hängen (kann/darf man) nicht laufen lassen («Не можна повісити, дозволити втекти» чи «Можна/треба повісити, не дозволити втекти»).

- Латина
  - Edwardum occidere nolite timere bonum est («Вбити Едварда не бійтеся, то є добре» або «Едварда не вбивайте, боятися є добре»). Письменник Крістофер Марлоу в п'єсі «Едвард II» (бл. 1592) включив цю фразу до листа Ізабели Французької до її фаворита Роджера Мортімера,[27] неоднозначну фразу вона використала задля уникнення звинувачення у вбивстві короля Едварда II.

## Типографіка
- Кома є частиною іншого розділового знаку — крапки з комою (;).
- Сучасні одинарні лапки (‚ ‘ ’) та подвійні «звичайні» лапки (" " ") графічно складаються із звичайних, перевернутих та зворотних ком, розміщених унизу та вгорі рядка.
- Апостроф в українській може позначатися подібними до коми символами ’ (одинарна лапка, U+2019) та ʼ (літера-апостроф, U+02BC).

### Різновиди коми
Основний символ коми позначається в Юнікоді як U+002C (HTML: &#44;), проте існують численні різновиди коми.
| Символ | Код Unicode | HTML-код | Назва в Unicode                                  | Переклад назви                                          | Примітки                                                                                |
| ------ | ----------- | -------- | ------------------------------------------------ | ------------------------------------------------------- | --------------------------------------------------------------------------------------- |
| ,      | U+002C      | &#44;    | COMMA                                            | Кома                                                    | Розділовий знак в європейських мовах.                                                   |
| ʻ      | U+02BB      | &#699;   | MODIFIER LETTER TURNED COMMA                     | Модифікатор буквовий перевернута кома                   |                                                                                         |
| ʽ      | U+02BD      | &#701;   | MODIFIER LETTER REVERSED COMMA                   | Модифікатор буквовий зворотна кома                      | Позначає тонкий придих                                                                  |
| ،      | U+060C      | &#1548;  | ARABIC COMMA                                     | Арабська кома                                           | Використовується не лише в арабській.                                                   |
| ᠂      | U+1802      | &#6146;  | MONGOLIAN COMMA                                  | Монгольська кома                                        |                                                                                         |
| 、     | U+3001      | &#12289; | IDEOGRAPHIC COMMA                                | Ідеографічна кома                                       | Використовується у китайській (з однорідними членами речення), японській та корейській. |
| ︐     | U+FE10      | &#65040; | PRESENTATION FORM FOR VERTICAL COMMA             | Форма представлення для вертикальної коми               | Використовується при вертикальному письмі                                               |
| ︑     | U+FE11      | &#65041; | PRESENTATION FORM FOR VERTICAL IDEOGRAPHIC COMMA | Форма представлення для вертикальної ідеографічної коми | Використовується при вертикальному письмі                                               |
| ﹐     | U+FE50      | &#65104; | SMALL COMMA                                      | Маленька кома                                           |                                                                                         |
| ﹑     | U+FE51      | &#65105; | SMALL IDEOGRAPHIC COMMA                          | Маленька ідеографічна кома                              |                                                                                         |
| ，     | U+FF0C      | &#65292; | FULLWIDTH COMMA                                  | Повноширинна кома                                       | Основна кома в китайській                                                               |
| ､      | U+FF64      | &#65380; | HALFWIDTH IDEOGRAPHIC COMMA                      | Півширинна ідеографічна кома                            |                                                                                         |
| ፣      | U+1363      | &#4963;  | ETHIOPIC COMMA                                   | Ефіопська кома                                          |                                                                                         |
| ꓾      | U+A4FE      | &#42238; | LISU PUNCTUATION COMMA                           | Пунктуаційна кома в мові лісу                           |                                                                                         |
| ᠈      | U+1808      | &#6152;  | MONGOLIAN MANCHU COMMA                           | Монгольська маньчжурська кома                           |                                                                                         |
| ߸      | U+07F8      | &#2040;  | NKO COMMA                                        | Кома нко                                                | Кома у письмі нко.                                                                      |
| ꘍      | U+A60D      | &#42509; | VAI COMMA                                        | Кома ваі                                                | Кома у мові ваї, одній із манде мов (поширена в Ліберії).                               |
| ՝      | U+055D      | &#1373;  | ARMENIAN COMMA                                   | Вірменська кома                                         | Кома у вірменському письмі.                                                             |
| ꛵      | U+A6F5      | &#42741; | BAMUM COMMA                                      | Кома бамум                                              | Кома в мові бамум, одній із бантоїдних мов.                                             |

### Діакритичний знак
Як діакритичний знак кома використовується:
- У румунській мові з літерами s (Ș, ș) та t (Ț, ț) для позначення звуків [ш] і [ц].
- У латиській кома вживається з ģ (Ģ), ķ, ļ, ņ, та історично з ŗ як показник пом'якшення приголосного.

| Символ | Код Unicode | HTML-код | Назва в Unicode                | Переклад назви                      | Примітки                           |
| ------ | ----------- | -------- | ------------------------------ | ----------------------------------- | ---------------------------------- |
| ̒       | U+0312      | &#786;   | COMBINING TURNED COMMA ABOVE   | Комбінована перевернута верхня кома | У латиській мові.                  |
| ̓       | U+0313      | &#787;   | COMBINING COMMA ABOVE          | Комбінована верхня кома             | Грецький псилі́ (тонкий придих)     |
| ̔       | U+0314      | &#788;   | COMBINING REVERSED COMMA ABOVE | Комбінована зворотна верхня кома    | Грецька дасі́я (густий придих)      |
| ̕       | U+0315      | &#789;   | COMBINING COMMA ABOVE RIGHT    | Комбінована верхня права кома       |                                    |
| ̦       | U+0326      | &#806;   | COMBINING COMMA BELOW          | Комбінована нижня кома              | У румунській, латиській, лівській. |

### Схожі діакритики
- У чеській та словацькій використовуються малі літери ť, ď, ľ та велика Ľ, але надрядкова кома при них не є ані комою, ані апострофом — це спрощений варіант гачека.
- Підрядковий діакритичний знак седиль подібний до коми, але не має нічого спільного з нею: седиль походить від малої курсивної z. Приклади використання: фр. façade ‘фасад’, тур. arkadaş ‘приятель’.
- Оґо́нек — походить від середньовічного варіанту написання латинської лігатури æ, звідки потрапив в польську, із неї в литовську, а згодом і в деякі мови північноамериканських індіанців. Приклади використання: пол. książka ‘книжка’, лит. galvų̃ ‘голів’.

## Математика
|  | Крапка «.»               |
|  | Кома «,»                 |
|  | Арабський роздільник «٫» |
|  | Немає даних              |

У математиці кома вживається:

- В українській формі запису десяткових дробових чисел кома відділяє цілу й дробову частини числа (десяткова кома), наприклад: 5,8 — п'ять цілих вісім десятих. Такий запис вживається в Європі (окрім Великої Британії), а також в Бразилії та інших латиноамериканських країнах. В англомовному світі для цього використовується крапка: наприклад, «п'ять цілих вісім тисячних» записується як 5.008.
- В англосаксонських країнах (США, Канаді, Великій Британії) кома використовується для розділення тризначних груп цифр замість пробілу. Наприклад, «дві тисячі п'ятсот» записується цифрами як 2,500, мільйон — як 1,000,000. Незнання цієї особливості може призвести до помилок: наприклад, запис 5,008 за прийнятою в Україні системою слід розуміти як «п'ять цілих вісім тисячних», за англосаксонською системою може бути зрозуміле як «п'ять тисяч вісім».
- У запису чисел з рухомою комою число зберігається у формі мантиси і показника степеня, наприклад: 4,94 × 10−324

## Апаратні інтерфейси
На комп'ютерній клавіатурі (в українській розкладці) для набору коми потрібно натиснути клавішу . на цифровій клавіатурі або натиснути одночасно клавішу ⇧ Shift та .. Щодо використання див. розділ Інформатика.

## Інформатика
Кома вживається як роздільник у файловому форматі CSV, використовуваному для перенесення даних між базами даних та програмами — редакторами електронних таблиць.
В інформатиці число з нерухомою (фіксованою) комою — формат представлення дійсного числа з фіксованою кількістю розрядів після десяткового роздільника в комп'ютерній пам'яті у вигляді цілого числа.

### Програмування
У десяткових дробових числах і числах з рухомою комою в програмуванні замість вживаної в українській мові коми використовується крапка, яка є десятковим роздільником в англомовних країнах:
10.5 (10,5)
1.2E-10 (1,2 × 10−10).
У більшості мов програмування кома використовується як розділовий знак при переліченні елементів певних підмножин, наприклад, аргументів функцій, елементів списку, змінних при об'явленні, наприклад:
- Присвоєння значень двом змінним у списковому контексті в мові Perl:

($a, $b) = ($b, $a);
- Оголошення локальних змінних у JavaScript:

var a, b = 1, c = 'x', d = {}
- Об'явлення функції в мові Python (список аргументів функції — параметрів у термінології Python — у дужках після назви):

def func(x, y, z):
 print x+y+z
У мовах C, C++, JavaScript, а також у скалярному контексті в Perl кома є бінарним оператором, що виконує послідовно вирази, розділені ним і повертає результат виконання останнього операнду, має найнижчий пріоритет виконання, наприклад (код на С та JavaScript):
z = (a += 2, a - b); // збільшує значення a на 2, потім віднімає від a значення b і присвоює результат змінній z
z = a += 2, a + b;   // збільшує a на 2, присвоює результат z, виконує a+b. Еквівалентно (i = (a += 2)), a + b;
У мові SmallTalk кома — оператор конкатенації рядків.

## Музика

Кома в музичній нотації

У музичній нотації кома — це знак, яким відмічаються місця, де виконавець може перевести подих (для духових інструментів і вокалістів), підняти смичок (для смичкових) або зробити коротку паузу, незважаючи на відсутність виписаної паузи.
В музичній акустиці кома — назва одного з найменших музичних інтервалів.

## Цікаві факти
Не минайте ані титли, 

Ніже тії коми, 

Все розберіть… та й спитайте 

Тойді себе: що ми?..
Тарас Шевченко «І мертвим, і живим»
- У музичній акустиці найкоротші інтервали названо на честь античних учених Піфагора й Дідіма піфагорійською та дідімовою комами, саме ж слово «кома» тут використано у первісному значенні — «короткий відрізок».
- Кома згадується в українській ідіомі «до ти́тли й ко́ми» (цілком, повністю; до найменших дрібниць). Згадувана титла — не використовуваний нині надрядковий знак, яким на письмі позначалися скорочені слова та букви в числовому значенні.